# 敬順王后
敬順王后（경순왕후，?—?）朴氏，是朝鮮王朝開國君主太祖李成桂的祖母，本貫文川。生活在元朝。朝鮮王朝建立後，李成桂追封祖母為敬妃（경비），到曾孫朝鮮太宗時加上尊號敬順，谥号全稱敬順王后，葬純陵（순릉）。

## 家族
- 父：安邊府院君朴光
- 夫：朝鮮度祖李椿
  - 子：完昌大君李子興、朝鮮桓祖李子春、完原大君李子宣、完川大君李平、完城大君李宗
  - 女：文惠公主、文淑公主、文懿公主